# GNU Emacs
GNU Emacs är en Emacs, det vill säga en texteditor, som tillsammans med Xemacs idag är de två vanligaste textredigerarna för Unix-liknande operativsystem.[källa behövs] Den har sitt ursprung från 1980-talet när man började skapa en texteditor för operativsystemet GNU.[källa behövs]
GNU Emacs har en inbyggd Lisp-miljö, vilket gör det lätt att anpassa programmet och för en lisp-kunnig att skriva tilläggsmoduler. Programmet används ofta under Unix, men finns även anpassat till andra operativsystem. Emacs distribueras under villkoren för GNUs licens för fri programvara, GNU General Public License.
Det inbyggda nätverksstödet gör att man kan använda GNU Emacs för att läsa e-post, news, IRC med mera.